# ییژینا هایکووا
ییژینا هایکووا (چکی: Jiřina Hájková؛ زادهٔ ۳۱ ژانویهٔ ۱۹۵۴) بازیکن هاکی روی چمن اهل چکسلواکی بود.